# Свидетелство
„Свидетелство“ (на руски: Свидетельство) е мемоарна книга на руския композитор Дмитрий Шостакович и музиколога Соломон Волков, публикувана за пръв път на английски в Съединените щати през 1979 година.
Според Волков тя се основава на негови записки, диктувани му от Шостакович между 1971 и 1974 година. Книгата е силно критична към тоталитарния комунистически режим в Съветския съюз, което кара редица автори да отхвърлят нейната автентичност.